# Michael Gebhart

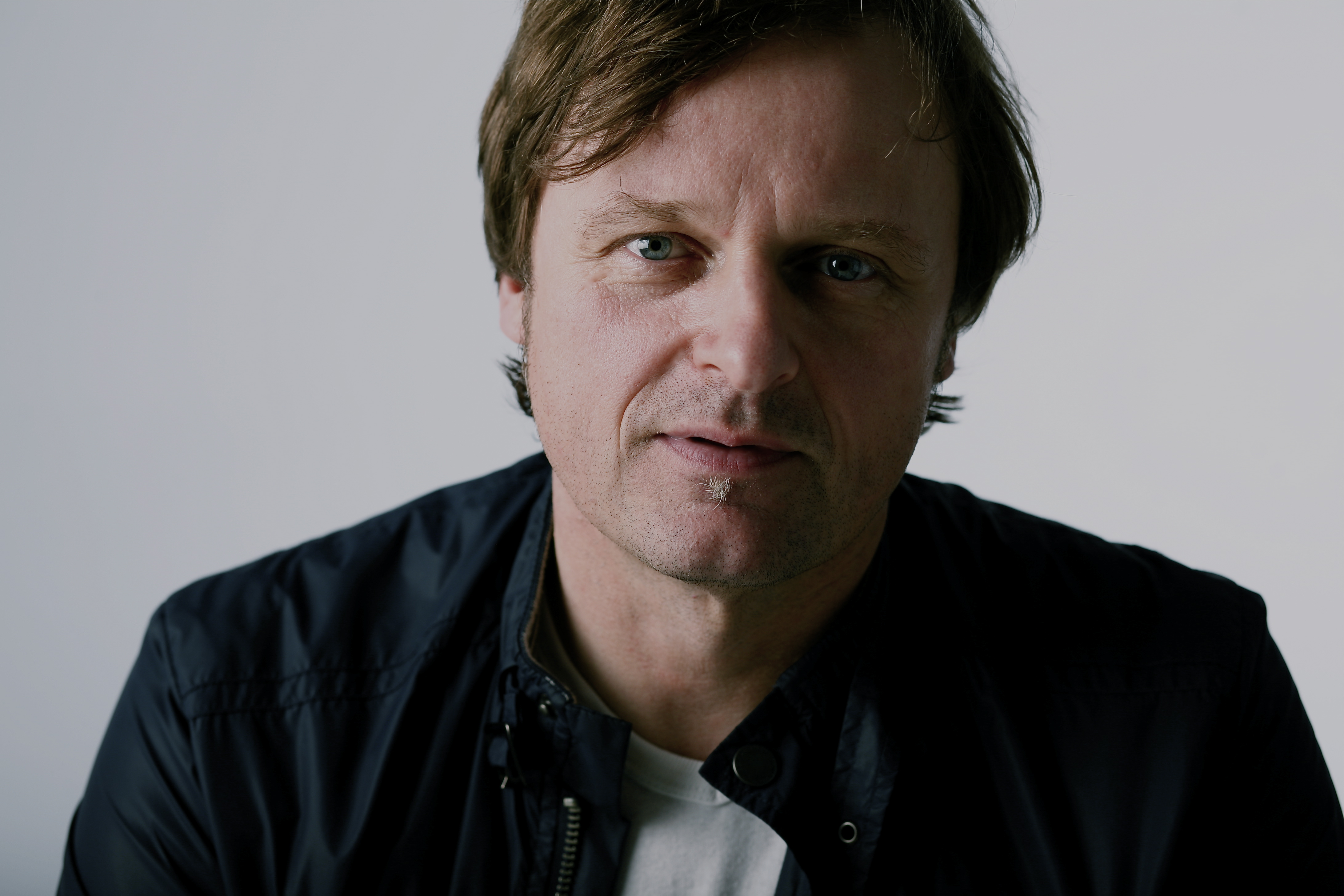
Michael Gebhart (2009)

Michael Gebhart (* in Blumberg) ist ein deutscher Drehbuchautor, TV-Producer und Radiomoderator. Er lebt in Köln.

## TV-Karriere
Seit Ende der 1990er-Jahre ist Gebhart als Drehbuchautor tätig. Er schrieb Drehbücher für „T.V. Kaiser“, „Höllische Nachbarn“, „Wie war ich, Doris?!“ (Politsatire), „Hotel zum letzten Kliff“ (deutsche Adaption der englischen Erfolgsserie „Fawlty Towers“, in Zusammenarbeit mit John Cleese), „Die Camper“, „Doppelhaushälfte“, „Rentnergang“, „VIP Tribüne“ und einige mehr.
2005 gründete Gebhart eine eigene Produktionsfirma „Telegen TV“, welche Producer und Autor der SAT.1 - Serie „Frech wie Janine“ (mit Janine Kunze) ist. 2007/2008 war Gebhart für die Produktionsfirma „Radical Comedy“ Autor und Producer der RTL-Serie „Mitten im Leben“ mit Katrin Sass, Heiner Lauterbach und Guntbert Warns, welche für den Deutschen Fernsehpreis nominiert war. Danach folgten Drehbücher, unter anderem für die ARD (Fernsehfilm „Katastrophe ins Glück“). Gebhart arbeitet als freier Producer, u. a. für die Firma Zeitsprung, 2011 produzierte er einen Fernsehfilm für die Produktionsfirma "Radical Movies". Seit April 2013 ist Gebhart Geschäftsführer und Produzent der Radical Movies Production GmbH & Co. Kg in Köln.

## Radio-Karriere
Zunächst hatte Gebhart als freier Mitarbeiter für eine Tageszeitung gearbeitet. Dann machte er ein Praktikum und Volontariat bei Radio OHR in Offenburg. 1991 fungierte er bei RTL Radio als Redakteur und Moderator, u. a. auch für die Show „American Top 40“. Hier war er Autor für viele Radio Musikserien wie „Yeah Yeah Yeah – das Leben der Beatles“, „Beatnick“ oder Comedyserien wie z. B. „Die Leute von der Joe Joe Ranch“ oder „Ferien im Innenhof“.
1994 wechselte Gebhart zu Radio FFH nach Frankfurt am Main; dort war er Redakteur für die Unterhaltung. Bei der Gründung von 1 Live (WDR) 1995 war er in der Wellenleitung verantwortlich für die Bereiche On Air Promotion und Comedy. Seit 1998 arbeitet er bei WDR 2, wo er bis Ende 2024 die Sendung WDR2 Pop moderierte (20–23.30 Uhr). Die Sendung wurde Anfang 2025 durch Pop – Die Abendshow, das gemeinsame Abendprogramm der ARD-Popwellen; ersetzt. 

## Musik-Karriere
Michael Gebhart ist Bassist der Kölner Bluesband „Cologne Blues Club“. Ihre EP „CBC-Live“ wurde im Sommer 2009 produziert. Die Band hat dann im Herbst 2010 einen Vertrag beim renommierten Plattenlabel "ZYX-Peppercake" unterschrieben. Ihre Debüt-CD "Our Streets" wurde im Februar 2011 veröffentlicht. Die Band tourt regelmäßig durch Deutschland und das europäische Ausland, u. a. auch mit dem amerikanischen Gitarristen Jonny Lang. Im September 2013 wurde ihr Album "Hanging by a Thread" veröffentlicht. Der CBC war 2012, 2013, 2014 für die German Blues Challenge nominiert, was bisher noch keiner anderen Band gelungen war. Außerdem waren sie 2013 in der Kategorie "beste Band" und 2014 "bestes Album" für den German Blues Award nominiert.